# Emanuele Birarelli
Emanuele Birarelli (ur. 8 lutego 1981 w Senigalli) – włoski siatkarz, grający na pozycji środkowego, reprezentant Włoch. Po ukończeniu sezonu 2020/2021 w drużynie Calzedonia Werona postanowił zakończyć karierę siatkarską.
Brązowy medalista olimpijski 2012 z Londynu.

## Sukcesy klubowe
Mistrzostwo Włoch:
- 2008, 2011, 2013, 2015
- 2009, 2010, 2012, 2016
- 2017

Liga Mistrzów:
- 2009, 2010, 2011
- 2016, 2017
- 2012

Klubowe Mistrzostwa Świata:
- 2009, 2010, 2011, 2012
- 2013

Puchar Włoch:
- 2010, 2012, 2013

Superpuchar Włoch:
- 2011, 2013

Puchar CEV:
- 2015

## Sukcesy reprezentacyjne
Mistrzostwa Europy Juniorów:
- 2000

Memoriał Huberta Jerzego Wagnera:
- 2011

Mistrzostwa Europy:
- 2011, 2013

Igrzyska Olimpijskie:
- 2016
- 2012

Liga Światowa:
- 2013, 2014

Puchar Wielkich Mistrzów:
- 2013

## Nagrody indywidualne
- 2009: Najlepszy zagrywający Final Four Ligi Mistrzów
- 2012: Najlepszy blokujący Klubowych Mistrzostw Świata
- 2013: Najlepszy środkowy turnieju finałowego Ligi Światowej[2]
- 2013: Najlepszy blokujący Klubowych Mistrzostw Świata
- 2013: Najlepszy środkowy plebiscytu Volleyball Globe[3]
- 2013: Najlepszy blokujący Pucharu Wielkich Mistrzów
- 2016: Najlepszy środkowy Igrzysk Olimpijskich w Rio de Janeiro